# Polyphaenis nebulifera
Polyphaenis nebulifera là một loài bướm đêm trong họ Noctuidae.